# پل ولی (اکلاهما)
پل ولی(به انگلیسی: Pauls Valley) شهری در ایالت اکلاهما کشور ایالات متحده آمریکا است که جمعیت آن در سرشماری سال ۲۰۱۰ میلادی، ۶٬۱۸۷ نفر بوده‌است.